# Jasper Faber
Pour les articles homonymes, voir Faber.
 (février 2019).
Si vous disposez d'ouvrages ou d'articles de référence ou si vous connaissez des sites web de qualité traitant du thème abordé ici, merci de compléter l'article en donnant les références utiles à sa vérifiabilité et en les liant à la section « Notes et références ».
Jasper Faber, né le 17 mai 1966 à Amsterdam, est un acteur néerlandais.

## Biographie

### Vie privée
Il est le fils de l'acteur germano-néerlandais Peter Faber et de l'actrice Shireen Strooker. Il est le frère de l'acteur Jesse Faber. Il est le demi-frère de l'actrice Devika Strooker.

## Filmographie

### Cinéma et téléfilms
- 1988 : Le refugié de l'ombre : Le barman
- 1989 : Medisch Centrum West (nl) : Evert Smit
- 1992 : Bureau Kruislaan (nl) : Robbie
- 1992 : Ha, die Pa! (nl) : Sjuul
- 1992 : Rerun (nl) : Laurens
- 1994-1997 : Goede tijden, slechte tijden : Deux rôles (Erik Hamans et Sjors)
- 1995 : Vrouwenvleugel (nl) : Joris